# Festa dell'uva (Impruneta)

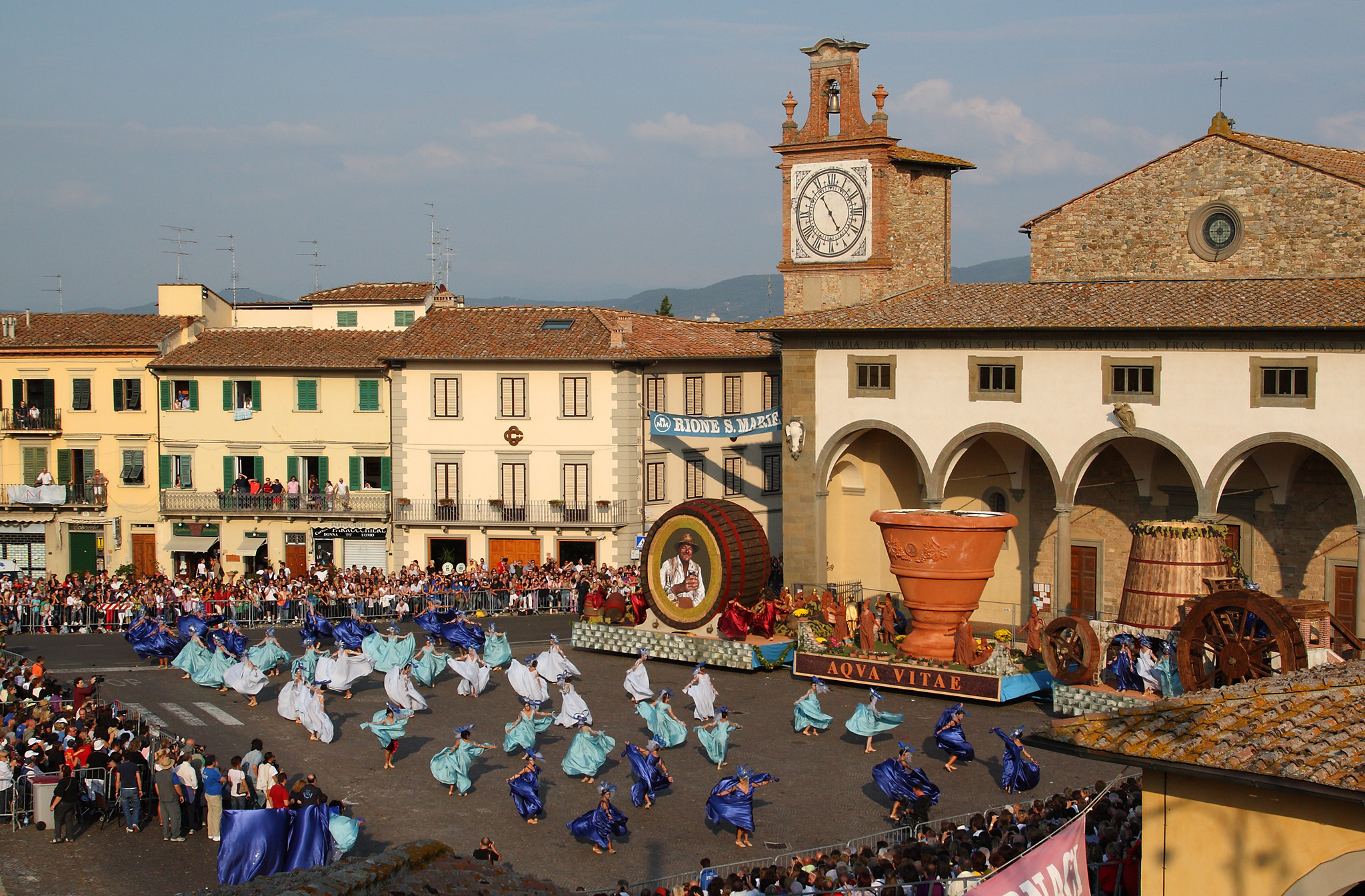
La sfilata del 2009 - Rione Sante Marie - 1º classificato

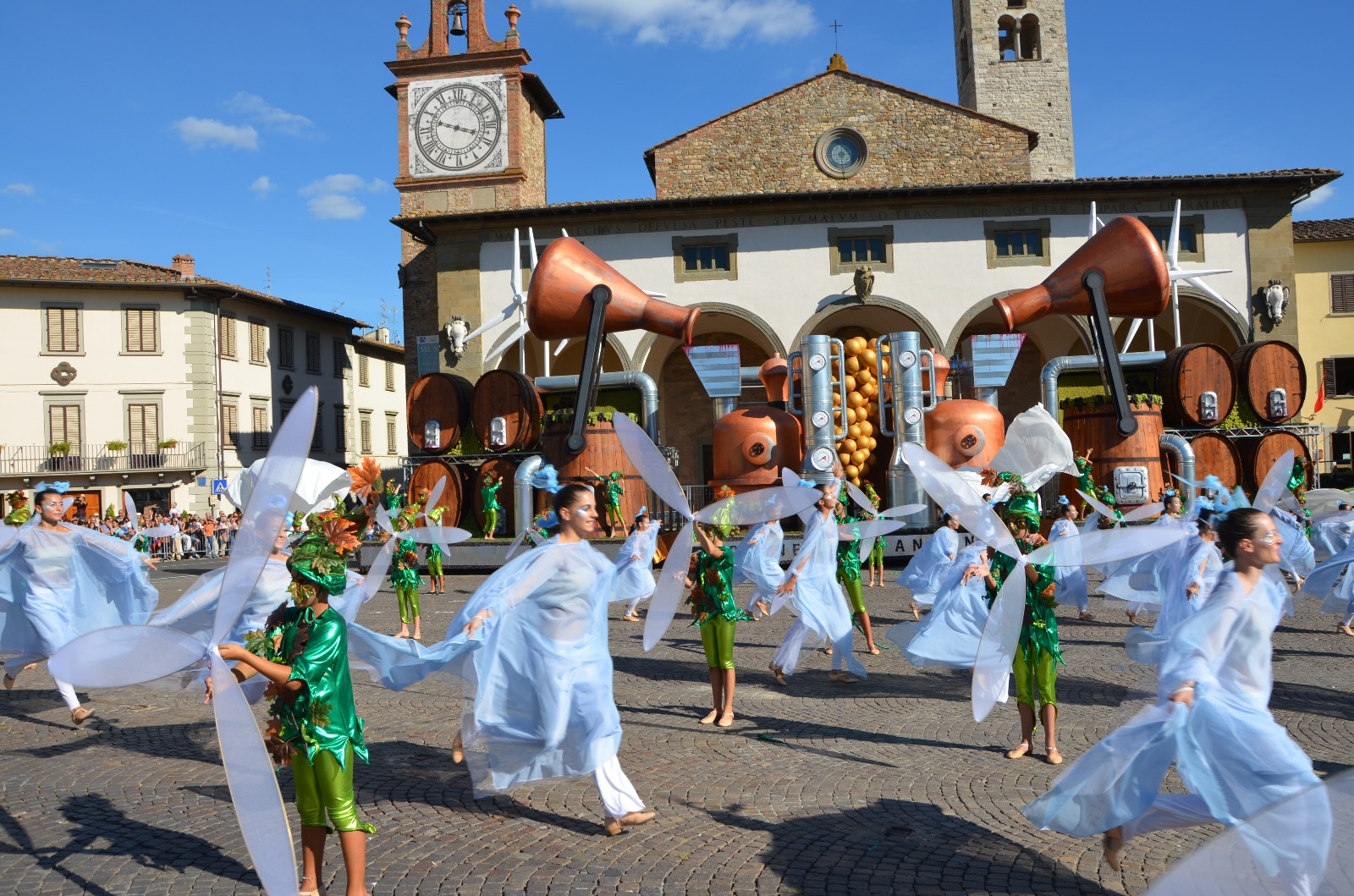
Rione del Sant'Antonio, primo classificato 2014.

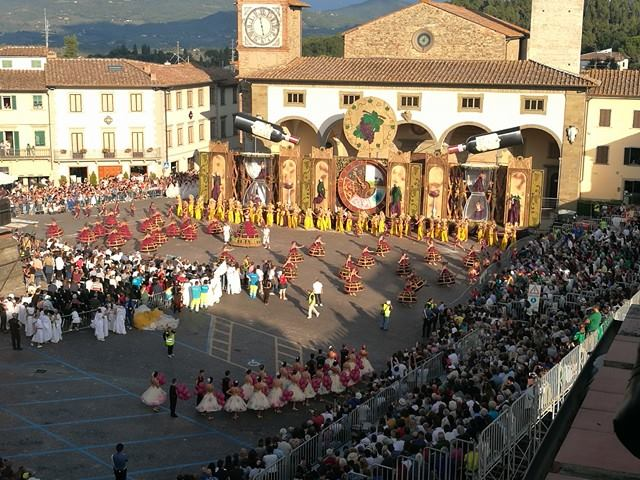
Rione del Sant'Antonio, primo classificato 2016.

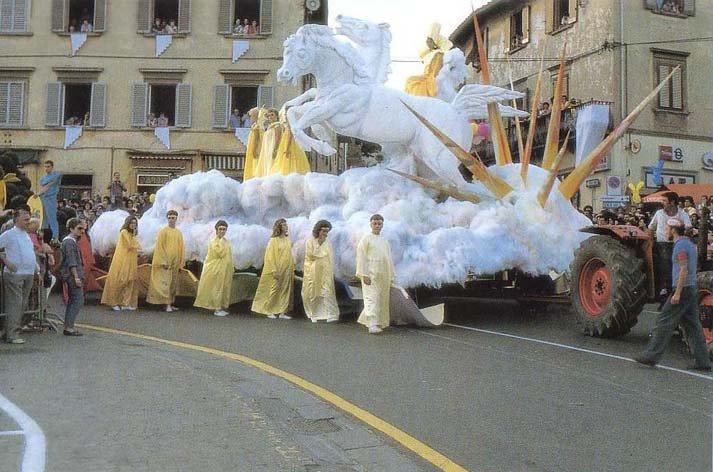
Rione delle Fornaci, primo classificato 1985.

La Festa dell'uva è una sagra che si svolge ogni ultima domenica di settembre a Impruneta, cittadina in provincia di Firenze, situata all'interno nell'area vitivinicola dei vini Chianti. Nata nel 1926 come esibizione agricola dei prodotti delle fattorie del paese, all'inizio degli anni '30 i quattro rioni storici del paese si affiancarono nella competizione alle fattorie, le quali lasciarono definitivamente spazio alle contrade alla ripresa della manifestazione nel 1950, dopo la pausa bellica iniziata nel 1938. La Festa dell'Uva di Impruneta è la più antica festa dell'Uva d'Italia, e rappresenta uno spettacolo in grado di richiamare ogni anno migliaia di persone in piazza Buondelmonti, nel cuore del paese.
Per il suo carattere unico, e non riconducibile a nessuna delle sagre o feste simili in tutta Italia, così venne definita alla fine degli anni '50 dal giornalista e scrittore impruetino Leandro Giani: "La Festa dell'Uva, all'Impruneta, è qualcosa di più del Palio di Siena. I rioni del mio paese scendono in lotta fra loro, ma lo spirito di quella lotta entusiasmante non è evocato dalla sfilata dei carri allegorici lungo le vie del paese in settembre, bensì da ciò che i rionisti imprunetini hanno in corpo fin dal momento che per la festa dell'uva si mettono a lavorare. Cioè da sempre. E se la giuria che annualmente giudica e premia le loro fatiche secondo un ordine di merito che ad essa sembra essere equo, sapesse ciò che passa dentro agli imprunetini il giorno della loro sagra, non ne farebbe certamente di niente. Il carattere di un popolo diviso in quattro sottopopoli, con leggi proprie e pensieri liberi, che fanno del mio paese la più grande e intelligente Repubblica dell'Uva del mondo".

## La domenica della Festa

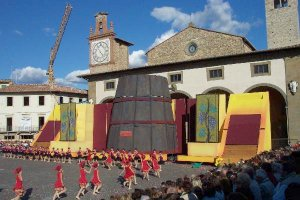
Rione del Pallò, primo classificato 2004.

La Festa inizia dopo il saluto del Presidente dell'Ente Festa dell'Uva, del Sindaco e dell'esibizione della Filarmonica Giuseppe Verdi di Impruneta e dura tutto il pomeriggio: il momento clou dell'evento è raggiunto durante la gara tra Rioni con la sfilata dei carri allegorici nella piazza Buondelmonti. Ogni rione ha 40 minuti di tempo per proporre il proprio spettacolo, il quale viene giudicato da una giuria specializzata.
Ogni rione effettua il suo ingresso in piazza, posiziona i propri carri di fronte alla basilica e inizia il racconto della propria storia, con lo sviluppo della scenografia, dei balletti e con l'accompagnamento delle musiche. La Festa si contraddistingue per la partecipazione di circa 1500 persone, tra attrezzisti, coreografi, ballerine/i, comparse, suddivise nei quattro Rioni del Paese. Ogni Rione mette in scena un vero e proprio racconto "inedito", sceneggiato e coreografato che tiene al centro la tematica dell'Uva. Il progetto viene scelto dal rione nei primi mesi dell'anno, ed elaborato per settimane, prima di vedere la sua forma definitiva: dalla fine di agosto, i rionali si ritrovano ogni sera nella propria sede rionale per lavorare alla costruzione dei carri, alla cucitura dei vestiti, alla realizzazione di oggetti, coreografie, all'adattamento delle musiche.
Per tutto il mese di settembre i lavori nei cantieri proseguono fino a notte fonda, dove ognuno dà il propri contributo volontario. Quasi ogni sera si svolgono cene accompagnate da canti e cori, e alla vita del rione partecipano tutti, senza distinzioni di età. I rioni ricordano ogni anno anche i propri rionali scomparsi, attraverso l'organizzazione di cene di beneficenza a cui partecipano centinaia di persone.
Dopo la sfilata e lo spoglio dei voti dei giurati, il Sindaco comunica la classifica finale dal terrazzino del palazzo comunale. Il rione vincitore riceve una coppa, che dagli anni '90 viene realizzata in cotto da una delle fornaci storiche di Impruneta. Inoltre, il rione vincitore ha diritto di cenare in piazza Buondelmonti il sabato successivo alla Festa per celebrare la vittoria, e la sua bandiera viene appesa al terrazzo del Comune per una settimana.

## I rioni
Rione delle Sante Marie: Situato a sud della piazza principale del paese, il rione delle Sante Marie deve il suo nome all'omonimo monte situato al centro del rione. Ciò che caratterizza da sempre il rione delle Sante Marie è la passione per gli aspetti più tradizionali della cultura contadina. Ha per simbolo tre M rosse in campo celeste, il colore del rione.
Rione del Sant'Antonio: In vetta al monte Sant'Antonio, collinetta boscosa che scende quasi a sfiorare la piazza dell'Impruneta, si trova una cappellina rinascimentale dedicata all'omonimo Santo. Per questo, il rione che si stende alle falde di questa collina, sul lato ovest, si chiama così. Il colore della sua bandiera è il bianco, mentre il suo simbolo è Sant'Antonio circondato da un maiale, un cane e un'oca.
Rione delle Fornaci: Il rione delle Fornaci, dall’anima calda e passionale, rimasto nel tempo fedele a se stesso, stravagante ed esplosivo, anticonformista e impetuoso, capace ogni volta di rinascere dalle proprie ceneri. Il colore rosso simboleggia la passione che anima il cuore di ogni fornacino, il suo lavoro, la sua indole burrascosa e tenace. Ha per simbolo un orcio di cotto.
Rione del Pallò: Verde come le pinete che hanno dato il nome al paese dell'Impruneta è invece il colore del rione del Pallò, il cui nome deriva dall'esistenza, nell'antichità, di un luogo pianeggiante usato per il gioco delle bocce: un pallaio. Ed è per questa ragione che sullo stemma del rione appaiono tre bocce rosse sopra un pampino argentato.
Nell'albo d'oro, il Rione del Pallò è al primo posto con 31 vittorie; al secondo posto il Rione del Sant'Antonio, con 24; al terzo posto il Rione delle Sante Marie, con 13, e al quarto posto il rione delle Fornaci, con 11.
La prima edizione della Festa con la presenza dei rioni, nel 1932, fu vinta dal rione delle Fornaci. La prima edizione dopo la pausa bellica, nel 1950, fu vinta dal Rione del Sant'Antonio, che ha vinto anche la prima edizione del nuovo millennio, nel 2000. Il Rione del Pallò detiene, oltre a quello dei primi posti, il record per il minor numero di quarti posti, solo 5.
Dal 2003, i rioni sono riuniti nell'Ente Festa dell'Uva, che gestisce la Festa e ne coordina l'organizzazione. L'Ente ha preso il posto del Comitato Rionale Imprunetino, che venne creato nel 1994.

## Albo d'Oro
Di seguito è riportato l'albo d'oro ufficiale della competizione.
| Anni                                          | 1º Classificato                                                  | 2º Classificato                                                  | 3º Classificato                                                  | 4º Classificato                                                  |
| --------------------------------------------- | ---------------------------------------------------------------- | ---------------------------------------------------------------- | ---------------------------------------------------------------- | ---------------------------------------------------------------- |
| 2024                                          | Fornaci                                                          | Pallò                                                            | Sant’Antonio                                                     | Sante Marie                                                      |
| 2023                                          | Sant'Antonio                                                     | Fornaci                                                          | Sante Marie                                                      | Pallò                                                            |
| 2022                                          | Sant'Antonio                                                     | Pallò                                                            | Fornaci                                                          | Sante Marie                                                      |
| 2021                                          | Sospesa a causa della Pandemia di COVID-19                       | Sospesa a causa della Pandemia di COVID-19                       | Sospesa a causa della Pandemia di COVID-19                       | Sospesa a causa della Pandemia di COVID-19                       |
| 2020                                          | Sospesa a causa della Pandemia di COVID-19                       | Sospesa a causa della Pandemia di COVID-19                       | Sospesa a causa della Pandemia di COVID-19                       | Sospesa a causa della Pandemia di COVID-19                       |
| 2019                                          | Pallò                                                            | Sant'Antonio                                                     | Fornaci                                                          | Sante Marie                                                      |
| 2018                                          | Sant'Antonio                                                     | Fornaci                                                          | Pallò                                                            | Sante Marie                                                      |
| 2017                                          | Sant'Antonio                                                     | Sante Marie                                                      | Pallò                                                            | Fornaci                                                          |
| 2016                                          | Sant'Antonio                                                     | Sante Marie                                                      | Pallò                                                            | Fornaci                                                          |
| 2015                                          | Pallò                                                            | Sant'Antonio                                                     | Fornaci                                                          | Sante Marie                                                      |
| 2014                                          | Sant'Antonio                                                     | Pallò                                                            | Sante Marie                                                      | Fornaci                                                          |
| 2013                                          | Sospesa per maltempo                                             | Sospesa per maltempo                                             | Sospesa per maltempo                                             | Sospesa per maltempo                                             |
| 2012                                          | Pallò                                                            | Fornaci                                                          | Sante Marie                                                      | Sant'Antonio                                                     |
| 2011                                          | Sante Marie                                                      | Pallò                                                            | Sant'Antonio                                                     | Fornaci                                                          |
| 2010                                          | Pallò                                                            | Fornaci                                                          | Sante Marie                                                      | Sant'Antonio                                                     |
| 2009                                          | Sante Marie                                                      | Pallò                                                            | Fornaci                                                          | Sant'Antonio                                                     |
| 2008                                          | Sante Marie                                                      | Fornaci                                                          | Pallò                                                            | Sant'Antonio                                                     |
| 2007                                          | Sante Marie                                                      | Pallò                                                            | Fornaci                                                          | Sant'Antonio                                                     |
| 2006                                          | Sante Marie                                                      | Pallò                                                            | Sant'Antonio                                                     | Fornaci                                                          |
| 2005                                          | Fornaci                                                          | Sant'Antonio                                                     | Sante Marie                                                      | Pallò                                                            |
| 2004                                          | Pallò                                                            | Sant'Antonio                                                     | Fornaci                                                          | Sante Marie                                                      |
| 2003                                          | Sospesa per maltempo, avevano però sfilato Fornaci e Sante Marie | Sospesa per maltempo, avevano però sfilato Fornaci e Sante Marie | Sospesa per maltempo, avevano però sfilato Fornaci e Sante Marie | Sospesa per maltempo, avevano però sfilato Fornaci e Sante Marie |
| 2002                                          | Pallò                                                            | Sant'Antonio                                                     | Sante Marie                                                      | Fornaci                                                          |
| 2001                                          | Pallò                                                            | Sant'Antonio                                                     | Fornaci                                                          | Sante Marie                                                      |
| 2000                                          | Sant'Antonio                                                     | Pallò                                                            | Sante Marie                                                      | Fornaci                                                          |
| 1999                                          | Sant'Antonio                                                     | Pallò                                                            | Sante Marie                                                      | Fornaci                                                          |
| 1998                                          | Pallò                                                            | Fornaci                                                          | Sant'Antonio                                                     | Sante Marie                                                      |
| 1997                                          | Pallò                                                            | Fornaci                                                          | Sant'Antonio                                                     | Sante Marie                                                      |
| 1996                                          | Pallò                                                            | Sant'Antonio                                                     | Fornaci                                                          | Sante Marie                                                      |
| 1995                                          | Sant'Antonio                                                     | Sante Marie                                                      | Pallò                                                            | Fornaci                                                          |
| 1994                                          | Sante Marie - Pallò                                              |                                                                  | Sant'Antonio                                                     | Fornaci                                                          |
| 1993                                          | Sant'Antonio                                                     | Sante Marie - Fornaci                                            |                                                                  | Pallò                                                            |
| 1992                                          | Pallò                                                            | Sant'Antonio                                                     | Sante Marie                                                      | Fornaci                                                          |
| 1991                                          | Pallò                                                            | Sant'Antonio                                                     | Sante Marie                                                      | Fornaci                                                          |
| 1990                                          | Fornaci                                                          | Sant'Antonio                                                     | Pallò                                                            | Sante Marie                                                      |
| 1989                                          | Pallò                                                            | Sant'Antonio                                                     | Sante Marie                                                      | Fornaci                                                          |
| 1988                                          | Sante Marie                                                      | Fornaci                                                          | Pallò                                                            | Sant'Antonio                                                     |
| 1987                                          | Pallò                                                            | Sante Marie                                                      | Sant'Antonio                                                     | Fornaci                                                          |
| 1986                                          | Sante Marie                                                      | Fornaci                                                          | Pallò                                                            | Sant'Antonio                                                     |
| 1985                                          | Fornaci                                                          | Pallò                                                            | Sante Marie                                                      | Sant'Antonio                                                     |
| 1984                                          | Sante Marie                                                      | Sant'Antonio                                                     | Pallò                                                            | Fornaci                                                          |
| 1983                                          | Sante Marie                                                      | Pallò                                                            | Fornaci                                                          |                                                                  |
| 1982                                          | Pallò                                                            | Fornaci                                                          | Sant'Antonio                                                     | Sante Marie                                                      |
| 1981                                          | Pallò                                                            | Fornaci                                                          | Sante Marie                                                      | Sant'Antonio                                                     |
| 1980                                          | Sante Marie - Fornaci                                            |                                                                  | Pallò                                                            | Sant'Antonio                                                     |
| 1979                                          | Pallò                                                            | Sante Marie                                                      | Fornaci                                                          | Sant'Antonio                                                     |
| 1978                                          | Sante Marie                                                      | Sant'Antonio                                                     | Pallò                                                            | Fornaci                                                          |
| 1977                                          | Pallò                                                            | Sante Marie                                                      | Sant'Antonio                                                     | Fornaci                                                          |
| 1976                                          | Pallò                                                            | Sante Marie                                                      | Fornaci - Sant'Antonio                                           |                                                                  |
| 1975                                          | Fornaci                                                          | Sante Marie                                                      | Pallò                                                            | Sant'Antonio                                                     |
| 1974                                          | Sant'Antonio                                                     | Pallò                                                            | Sante Marie                                                      | Fornaci                                                          |
| 1973                                          | Sant'Antonio                                                     | Sante Marie                                                      | Pallò                                                            | Fornaci                                                          |
| 1972                                          | Pallò                                                            | Sante Marie                                                      | Fornaci                                                          | Sant'Antonio                                                     |
| 1971                                          | Fornaci                                                          | Pallò                                                            | Sante Marie                                                      | Sant'Antonio                                                     |
| 1970                                          | Pallò                                                            | Fornaci                                                          | Sante Marie                                                      | Sant'Antonio                                                     |
| 1969                                          | Fornaci                                                          | Pallò                                                            | Sante Marie                                                      | Sant'Antonio                                                     |
| 1968                                          | Pallò                                                            | Fornaci                                                          | Sante Marie                                                      | Sant'Antonio                                                     |
| 1967                                          | Pallò                                                            | Sante Marie                                                      | Sant'Antonio                                                     | Fornaci                                                          |
| 1966                                          | Pallò                                                            | Sante Marie                                                      | Sant'Antonio                                                     | Fornaci                                                          |
| 1965                                          | Fornaci                                                          | Pallò                                                            | Sant'Antonio                                                     | Sante Marie                                                      |
| 1964                                          | Sant'Antonio                                                     | Pallò                                                            | Sante Marie - Fornaci                                            |                                                                  |
| 1963                                          | Sante Marie                                                      | Pallò                                                            | Fornaci                                                          | Sant'Antonio                                                     |
| 1962                                          | Pallò                                                            | Sant'Antonio                                                     | Sante Marie - Fornaci                                            |                                                                  |
| 1961                                          | Pallò                                                            | Sant'Antonio                                                     | Fornaci                                                          | Sante Marie                                                      |
| 1960                                          | Pallò - Sant'Antonio                                             | Sant'Antonio                                                     | Sante Marie                                                      | Fornaci                                                          |
| 1959                                          | Sant'Antonio                                                     | Pallò                                                            | Sante Marie                                                      | Fornaci                                                          |
| 1958                                          | Sant'Antonio                                                     | Pallò                                                            | Fornaci                                                          | Sante Marie                                                      |
| 1957                                          | Non competitiva, con partecipazione straordinaria di Sandra Milo | Non competitiva, con partecipazione straordinaria di Sandra Milo | Non competitiva, con partecipazione straordinaria di Sandra Milo | Non competitiva, con partecipazione straordinaria di Sandra Milo |
| 1956                                          | Pallò - Sant'Antonio                                             |                                                                  | Sante Marie                                                      | Fornaci                                                          |
| 1955                                          | Sant'Antonio                                                     | Pallò                                                            | Fornaci                                                          | Sante Marie                                                      |
| 1954                                          | Pallò                                                            | Fornaci                                                          | Sant'Antonio                                                     | Sante Marie                                                      |
| 1953                                          | Sant'Antonio                                                     | Fornaci                                                          | Pallò                                                            | Sante Marie                                                      |
| 1952                                          | Sant'Antonio                                                     | Sante Marie                                                      | Pallò                                                            | Fornaci                                                          |
| 1951                                          | Sant'Antonio                                                     | Sante Marie                                                      | Pallò                                                            | Fornaci                                                          |
| 1950                                          | Sant'Antonio                                                     | Fornaci                                                          | Pallò                                                            | Sante Marie                                                      |
| Sospesa a causa della Seconda guerra mondiale |                                                                  |                                                                  |                                                                  |                                                                  |
| 1937                                          | Fornaci                                                          | Sant'Antonio                                                     | Pallò                                                            | Sante Marie                                                      |
| 1936                                          | Sant'Antonio                                                     | Pallò                                                            | Sante Marie                                                      | Fornaci                                                          |
| 1935                                          | Fornaci                                                          | Pallò                                                            | Sante Marie                                                      | Sant'Antonio                                                     |
| 1934                                          | Pallò                                                            | Sante Marie                                                      | Sant'Antonio                                                     | Fornaci                                                          |
| 1933                                          | Sant'Antonio                                                     | Fornaci                                                          | Sante Marie                                                      | Pallò                                                            |
| 1932                                          | Fornaci                                                          | Sant'Antonio                                                     | Sante Marie                                                      | Pallò                                                            |